# Парван
Парва́н (пушту ‎и дари پروان — Parwān) — провинция в центре Афганистана. На западе граничит с провинцией Бамиан. Ранее в состав провинции входило Панджшерское ущелье, которое в 2004 году было выделено в отдельный регион.

## Административное деление

Районы провинции Парван.

Провинция Парван делится на 10 районов:
- Баграм;
- Гхорбанд;
- Джабаль-Уссарадж;
- Кохи Сафи;
- Саланг;
- Сайед Кхел;
- Сурки Парса;
- Чахарикар;
- Шекх Али;
- Шинвари.